# Tempel van de Zon
De Tempel van de Zon (Latijn: Templum Solis) was een tempel gewijd aan de zonnegod Sol Invictus in het oude Rome.
Keizer Aurelianus riep de cultus voor Sol Invictus rond 270 n.Chr. uit tot de Romeinse staatsgodsdienst. Om de god te kunnen eren bouwde hij in 273 een grote tempel op het Marsveld in Rome. Dit heiligdom wordt in de antieke bronnen geprezen om zijn schoonheid. De tempel stond in het zevende district, dus ten oosten van de Via Lata, maar de exacte locatie is niet bekend. Volgens de antieke bronnen stond het bij de Campus Aggripae, een groot openbaar park in de buurt van het huidige Piazza di Spagna. Bij de tempel stond een porticus waar wijn werd opgeslagen. Aurelianus had beslist dat dat de Romeinse burgers naast brood en andere levensmiddelen in het vervolg ook gratis wijn en varkensvlees van de staat zouden krijgen. Dit doet vermoeden dat de tempel in de directe buurt van de door Aurelianus gebouwde Castra Urbana en het Forum Suarium (de wijnmarkt) moet hebben gestaan.
Het uiterlijk van de tempel wordt niet beschreven in de antieke bronnen. Er zijn geen restanten van de tempel teruggevonden en er zijn ook geen afbeeldingen van de tempel op munten bekend. Andrea Palladio tekende in de 16e eeuw de restanten van een groot complex ten oosten van de Via Latta, die door de Duitse historicus Christian Hülsen werden toegeschreven aan de Tempel van Zon. Dit complex bestond uit een rechthoekig terrein omgeven door colonnades, dat in twee delen was gesplitst. In het zuidelijk deel stond een gebouw dat mogelijk de tempel was. De identificatie van dit complex als de Zonnetempel is echter onzeker.